# بورصة قطر
بورصة قطر (بالإنجليزية: Qatar Stock Exchange)‏ هي أهم سوق أوراق مالية في قطر. بورصة قطر لديها العضوية الكاملة في الاتحاد الدولي للبورصات واتحاد البورصات العربية، وتمت ترقيتها من قبل أم أس سي إي وأس أند بي مؤشرات داو جونز.

تتكون البورصة حاليا من 43 شركة، وتعرف تحت اسم سوق الدوحة للأوراق المالية. تم تأسيس هذه البورصة في 1997 في الدوحة.

## تسلسل زمني

### 1995
تأسست بورصة قطر في عام 1995، وبدأت رسمياً عملياتها في عام 1997 تحت مسمى سوق الدوحة للأوراق المالية بوجود 17 شركة مدرجة. ومن ذلك الوقت، تطورت السوق لتصبح واحدة من أهم أسواق الأسهم في منطقة الخليج.

### 2001
في العام 2001، دشنت بورصة قطر أول نظام تداول آلي لها وهو نظام Horizon.

### 2002
في العام 2002، تم إطلاق أول موقع إلكتروني لبورصة قطر.

### 2005
صدر مرسوم أميري في عام 2005 يسمح للمستثمرين الأجانب بتملك أسهم في الشركات المدرجة بنسبة تصل إلى 25٪ من أسهم الشركات القابلة للتداول.

### 2006
في العام 2006، تم طرح سبعة إصدارات جديدة (حقوق اكتتاب واكتتابات عامة أولية) بقيمة إجمالية قدرها 10.8 مليار ريال. وتم تغيير حد السعر اليومي السهم من 5٪ إلى 10٪ (صعودًا أو هبوطًا). وفي نفس العام، تم قبول بورصة قطر كعضو منتسب في المنظمة الدولية لهيئات الأوراق المالية (IOSCO).

### 2007
في العام 2007، تم قبول بورصة قطر كعضو مراسل في الاتحاد العالمي للبورصات وذلك خلال الاجتماع السنوي لمجلس إدارة الاتحاد الذي عقد في شنغهاي بتاريخ 14 أكتوبر 2007.

### 2008
شهد عام 2008 العديد من الأحداث الهامة وكان رد فعل السوق إيجابيا على هذه الأحداث، وفي الوقت نفسه، نفذت البورصة الخطط التي ركزت على التنمية الرأسية من خلال الاستثمار في تطوير القوى العاملة والتكنولوجيا والبيئة التنظيمية، والتنمية الأفقية عن طريق زيادة عدد الشركات المدرجة.

### 2009
في العام 2009، وقع جهاز قطر للاستثمار ومجموعة NYSE Euronext اتفاقية شراكة لتشكيل سوق عالمي. تم تغيير اسم سوق الدوحة للأوراق المالية إلى بورصة قطر عند إبرام الصفقة ، مما يمثل بداية حقبة جديدة في تاريخ تطور البورصة.

### 2010
في عام 2010، قامت بورصة قطر بادخال منصة تداول جديدة تعتمد على أحدث تكنولوجيات التداول المستخدمة في بورصة NYSE ومجموعة بورصات Euronext.

### 2011
شهد عام 2011 إطلاق سوق أدوات الدين وإدراج الشريحة الأولى من أذونات الخزينة وكذلك تطبيق عملية التسليم مقابل الدفع DVP.

### 2012
في عام 2012، أعلنت بورصة قطر عن اطلاق سوق الشركات الناشئة المخصص لإدراج الشركات الصغيرة والمتوسطة.

### 2013
في العام 2013، كانت بورصة قطر على موعد مع إنجاز كبير في تاريخها من خلال ترقيتها من قبل MSCI إلى مرتبة الأسواق الناشئة، اعتبارًا من مايو 2014. وكذلك، رفعتS&P Dow Jones تصنيف بورصة قطر إلى مرتبة الأسواق الناشئة. وكما شهد العام 2013 نجاحات كبيرة أخرى لبورصة قطر ، مثل إدراج السندات والعضوية الكاملة في الاتحاد العالمي للبورصات وأصبح الرئيس التنفيذي لبورصة قطر عضوًا في مجلس إدارة الاتحاد العالمي للبورصات.

### 2015
في العام 2015، تمت ترقية بورصة قطر من قبل FTSE إلى تصنيف سوق ناشئة.

### 2016
في العام 2016، انضمت بورصة قطر إلى مبادرة الأمم المتحدة للبورصات المستدامة (SSEI).

### 2018
شهد عام 2018 إنجازات كبيرة حيث صنفت بورصة قطر كأفضل البورصات أداءً على مستوى العالم وقامت البورصة بإدراج أول صناديق الاستثمار المتداولة على مستوى قطر وأكبرها على مستوى دول مجلس التعاون الخليجي.
أطلقت بورصة قطر منصة خاصة بتقارير الاستدامة (ESG) لتكون بذلك الأولى في المنطقة وباعتبارها بورصة رائدة على مستوى العالم في تحقيق معايير الحوكمة البيئية والاجتماعية وحوكمة الشركات.

### 2019
قامـت بورصـة قطـر بنجاح بتنفيـذ عمليـة تجزئـة القيمـة الإسـمية لأسـهم الشـركات المدرجة في البورصـة ، كما قامــت بعقــد نــدوات وبرامــج توعويــة عديدة حــول عمليــة التجزئــة.
تم إدراج أسهم شركة "بلدنا" للتداول في بورصة قطر ، ليرتفع عدد الشركات المدرجة في السوق إلى 47 شركة مساهمة عامة قطرية.
في إطار جهود البورصة لتعزيز الاستدامة والتثقيف المالي ، نظمت بورصة قطر أول مسابقة من نوعها للتعليم المالي لطلاب الجامعات ، والتي تهدف إلى تعزيز الوعي المالي والاستثماري لدى جيل الشباب وقادة المستقبل ، بما يتماشى مع ركيزة التنمية البشرية في رؤية قطر الوطنية 2030.

### 2020
بورصة قطر تفوز بجائزة أفضل مؤسسة مالية محلية في تحقيق المسؤولية الإجتماعية.
أطلقت البورصة بنجاح موقعها الإلكتروني الجديد الذي يقدم خدمات مبتكرة وأدوات تحليلية حديثة لتلبية احتياجات المجتمع الاستثماري محلياً ودولياً ورفع درجة الوعي الاستثماري في المجتمع ، كما حصل الموقع على شهادة مركز "مدى للنفاذ الرقمي" حيث يعمل الموقع على تسهيل النفاذ الرقمي للمستثمرين بمختلف فئاتهم بما في ذلك ذوي الإعاقة والمتقدمين في السن الذين تبدي البورصة اهتماماً كبيراً تجاههم.
تم بنجاح إطلاق نظام البورصة للإفصاح الإلكتروني الموحد (منصة إفصاح) التي تستخدم لغة XBRL (لغة التقارير المالية الإلكترونية) الأمر الذي يترتب عليه استخدام معايير ونماذج عالمية إلكترونية موحدة للإفصاحات المالية بما يحقق أعلى معدلات الشفافية والإفصاح في السوق.
تم إطلاق برنامج التعلم عن بعد بنجاح والذي تضمن دورات التعليم المالي والاستثماري عبر الإنترنت للجمهور ، وذلك كجزء من خطة استمرارية العمل في بورصة قطر أثناء الإغلاق العام بسبب وباء كوفيد 19. وبذلك تمكنت برامج التعليم المالي بالبورصة من الوصول لحوالي 10,000 متدرب منذ عام 2016.

## مقالات ذات صلة
- الاتحاد الدولي للبورصات
- اتحاد البورصات العربية
- سوق الأوراق المالية

## روابط خارجية
- الموقع الرسمي للبورصة.